# جسيم حال بلعمي
الجسيم الحال البعلمي (بالإنجليزية: Phagolysosome)‏ هو جسم سيتوبلازمي يتكون من اندماج الجسيم البلعمي أو الدقائق المبتلعة مع الجسيم الحال الذي يحوي إنزيمات محللة. بعد الاندماج تهضم جزيئات ودقائق الطعام أو مسبب المرض المبتلع المحتواة داخل الجسيم بلعمي بوساطة إنزيمات موجودة في الجسيم الحال. يتبع تكون الجسيم الحال البلعمي عملية خلوية تسمى عملية البلعمة. وهو شائع في الوظائف المناعية للخلايا الأكولة الكبيرة وهو يشكل مكانا للعديد من العوامل المسببة للعدوى كاللشمانيا.

## روابط خارجية
- Phagolysosome في قاموس إي ميديسين

- Phagolysosomes في المكتبة الوطنية الأمريكية للطب نظام فهرسة المواضيع الطبية (MeSH).